# Erik Werba
Pour les articles homonymes, voir Werba.
Erik Werba (né le 23 mai 1918 à Baden, Basse-Autriche – 9 avril 1992 à Hinterbrühl) est un compositeur et pianiste autrichien.

## Biographie
Erik Werba se forme à l'Académie de musique et à l'Université de Vienne, où en 1940 il est promu docteur (thèse : Die Rolle und Bedeutung des Sängers bei Homer, Hesiod und Pindar [Le rôle et l'importance du chant dans Homère, Hésiode et Pindare]). Werba travaille ensuite comme critique musical et dirige pendant la Seconde Guerre mondiale le Mozartgemeinde, une institution viennoise s'occupant de la préservation du legs mozartien. De 1949 à 1990, il est professeur – Lied et Oratorio – à l'Académie de musique de Vienne, de 1964 à 1971 et à l'Université de Graz. Outre son travail de critique musical et son poste de professeur au lycée, il se spécialise dans accompagnement musical (Liedbegleiter (de)). Il atteint une renommée internationale en tant qu'accompagnateur de chanteurs de premier plan tels Irmgard Seefried, Christa Ludwig, Walter Berry, Peter Schreier et Nicolai Gedda. Il enseigne également l'accompagnement du lied à Salzbourg, Gent, Stockholm, Tokyo et Helsinki. Il est également membre actif des comités de rédaction de la newsletter de la commune Mozart « Wiener Figaro », du « Österreichischen Musikzeitschrift » et du « Musikerziehung ». En tant que compositeur, il laisse des pièces pour la scène, de la musique de chambre et des mélodies.

## Récompenses
- 1960 : Médaille Mozart par le Mozartgemeinde Wien[3]

## Écrits
- Richard Strauß zum 85. Geburtstag, 1949[4]
- Tenoralbum, 1951
- Bariton-Baß-Album, 1953
- Josef Marx, eine Studie, 1962[5]
- Hugo Wolf oder – Der zornige Romantiker, 1971[6]
- Erich Marckhl, 1972[7]
- Hugo Wolf und seine Lieder, 1984[8]

## Discographie
- Mélodies et lieder de Glück, Haydn, Beethoven, Schubert - Arleen Auger, soprano ; pianoforte hammerflügel d'Anton Walter (concert 1978, Orfeo C 509011)[9]
- Lieder de Schumann, Brahms - Irmgard Seefried, soprano (récital 1960, Festival de Salzbourg, 1960)